# Melodi Grand Prix 2021
Melodi Grand Prix 2021 fue la 59.ª edición de la competición de música Melodi Grand Prix (MGP), desarrollado en Noruega. El concurso sirvió como la preselección del país para el Festival de la Canción Eurovisión 2021. La competición fue organizada por NRK y tuvo lugar entre los días 16 de enero y 20 de febrero de 2021. Un total de 26 canciones participaron – el número más alto en la historia de esta competición.
La competición constó de cinco semifinales, un repechaje, y la final, desarrollada el sábado 20 de febrero de 2021, en la cual participaron 12 canciones De éstas, seis fueron pre-calificadas, mientras que el resto clasificó desde 5 semifinales y el repechaje. Todos los espectáculos fueron transmitidos en vivo desde el H3 Arena en Fornebu, en las afueras de Oslo.
La canción "Fallen Angel" interpretada por Tix resultó vencedora del festival, por lo que será la representante de Noruega en el Festival de la Canción Eurovisión 2021 que se realizará en Róterdam, Países Bajos.

## Formato
El concurso se desarrolló sin público en la arena debido a las precauciones sanitarias pertinentes por la pandemia de COVID-19 en Noruega.

### Presentadores
El Melodi Grand Prix 2021 repitió la terna de presentadores de la edición anterior: Kåre Magnus Bergh presentó el MGP por séptima vez, mientras que Ronny Brede Aase e Ingrid Gjessing Linhave lo hicieron por segunda ocasión. Linhave dejó el espectáculo en la quinta semifinal por problemas personales, y fue remplazado por Silje Nordnes.

## Participantes
El envío de canciones para la competencia fue abierto el 15 de mayo de 2020, apenas días después de confirmarse la suspensión de Eurovisión 2020. El periodo se cerró el 16 de agosto de 2020. Los participantes y sus temas fueron confirmados cinco días antes de la fecha estimada de emisión de su semifinal. Seis canciones pre-calificaron a la final de forma directa, y éstas fueron anunciadas junto con las canciones que competían en la primera semifinal.
Entre los participantes se encuentran dos ex-vencedores del festival: el grupo Keiino (vencedor de la edición 2019) y Ketil Stokkan (vencedor de las ediciones 1986 y 1990). Otros cantantes que repiten en el MGP son Raylee, Rein Alexander (ambos participantes de la edición 2020), Tommy Fredvang (miembro de Stavangerkameratene, participante en la edición 2012) y tres de los miembros de Landveiens Helter: Rune Rudberg (6 participaciones, la última en 2017), Lars-Erik Blokkhus (2012) y Stian Staysman Thorbjørnsen (2015).
| Artista                       | Canción                | Compositor(s) |
| ----------------------------- | ---------------------- | --- |
| Ane.Fin                       | "Walking in My Sleep"  | Ane Caroline Finstad, Niklas Rosström, Espen Andreas Fjeld, Kim Rune Hagen, Vebjørn Jernberg                                                                                          |
| Atle Pettersen                | "World on Fire"        | Atle Pettersen, Jesper Borgen, Magnus Clausen, Alexander Standal Pavelich, Peter Daniel Newman                                                                                        |
| Beady Belle                   | "Playing with Fire"    | Beady Belle |
| Big Daddy Karsten             | "Smile"                | Karsten Dahl Marcussen, Es Næsset, Pål Gauslaa Sivertzen |
| Blåsemafian feat. Hazel       | "Let loose"            | Jørgen Lund Karlsen, Sigurd Evensen, Stig Espen Hundsnes, Benjamin Sefring, Caroline Teigen                                                                                           |
| Daniel Owen                   | "Psycho"               | Daniel Elmhari, Paria Ahmadzade, Marius Hongve, Henrik Høven, Patrick Brizard, Jørgen Troøyen, Leif Inge Fosen, Marcus Nilsen Ulstad                                                  |
| Dinaye                        | "Own Yourself"         | Cristiano Ingebrigtsen, David Thulin, Dina Matheussen |
| Emmy                          | "Witch Woods"          | Olli Äkräs, Elsa Søllesvik, Morten Franck |
| Imerika                       | "I can't escape"       | Erika Dahlen, Bjørn Olav Edvardsen, Morten Franck, Ben Adams |
| Jorn                          | "Fate Bloody Faith"    | Åge Sten Nilsen, Jørn Lande, Eirik Renton, Kjell Åge Karlsen |
| Kaja Rode                     | "Feel Again"           | Magnus Martinsen, Mirjam Johanne Omdal, Andreas Gjone, Erika Dahlen |
| Keiino                        | "Monumento"            | Tom Hugo Hermansen, Alexander Nyborg Olsson, Fred Buljo, Alexandra Rotan, Rüdiger Schramm                                                                                             |
| Ketil Stokkan                 | "My Life is OK"        | Ketil Stokkan |
| Kiim                          | "My Lonely Voice"      | Kim Rune Hagen, Espen Andreas Fjeld, Vebjørn Jernberg, Niklas Rosström |
| Landeveiens Helter            | "Alt det der"          | Lars-Erik Blokkhus, Petter Bjørklund Kristiansen, Thor-Erik Claussen |
| Maria Solheim                 | "Nordlyset"            | Andreas Gjone, Camilla Al norte, Elsbeth Rehder, Torgeir Ryssevik, Maria Solheim |
| Marianne Pentha & Mikkel Gaup | "Pages"                | Vanessa Liftig, Robin Lynch, Marianne Pentha, Mikkel Gaup |
| Ole Hartz                     | "Vi er Norge"          | Rienda Mellbye Van Vliet, Eirik Næss, Ole F. Hartz Gravbråten, Magnus Hagen Clausen, Petter Bjørklund Kristiansen                                                                     |
| Raylee                        | "Hero"                 | Andreas Stone Johansson, Anderz Wrethov, Laurell Barker, Thomas Stengaard, Frazer Mac                                                                                                 |
| Rein Alexander                | "Eyes wide open"       | Rienda Alexander Korshamn, cristiano Ingebrigtsen, Kjetil Mørland |
| River                         | "Coming Home"          | Thomas Heiland, Lennart Karlsen, Magnus Claussen, Simen Meland Handeland, Tommy La Vardi                                                                                              |
| Royane                        | "Circus"               | Royane Harkati |
| Stavangerkameratene           | "Who I am"             | Tommy Fredvang, Lars Horn Lavik, Robin Sharma, Glenn Lyse |
| Stina Talling                 | "Elevate"              | Bård Mathias Bonsaksen, Hilda Stenmalm, Stina Talling, Eirik Hella, Monika Engeseth                                                                                                   |
| Tix                           | "Fallen Angel"         | Andreas Haukeland |
| TuVeia                        | "Bli med meg på gar'n" | Kristian Galaaen Bredalslien, Rugido Galaaen Bredalslien, Bendik Johnsen, Torgeir Ryssevik, Carl-Henrik Wahl, Jonas Holteberg Jensen, Sindre Timberlid Jenssen, Sarah Un. V. Johnston |

## Semifinales

### Semifinal 1
Las canciones que compiten en la primera semifinal fueron reveladas el 11 de enero de 2021, y la competencia tuvo lugar el 16 de enero de 2021.
| Duelo   | Sorteo | Artista                 | Canción             | Resultado           |
| ------- | ------ | ----------------------- | ------------------- | ------------------- |
| Duelo 1 | 1      | Stina Talling           | "Elevate"           | Duelo de oro        |
| Duelo 1 | 2      | Beady Belle             | "Playing with Fire" | Segunda Posibilidad |
| Duelo 2 | 1      | Jorn                    | "Fate Bloody Faith" | Segunda Posibilidad |
| Duelo 2 | 2      | Blåsemafian feat. Hazel | "Let Loose"         | Duelo de oro        |
| Promo   | –      | Keiino                  | "Monument"          | Pre-Calificado      |
| Promo   | –      | Tix                     | "Ut av mørket"      | Pre-Calificado      |

| Sorteo | Artista                 | Canción     | Resultado           |
| ------ | ----------------------- | ----------- | ------------------- |
| 1      | Stina Talling           | "Elevate"   | Segunda Posibilidad |
| 2      | Blåsemafian feat. Hazel | "Let Loose" | Final               |

### Semifinal 2
Las entradas que compitieron en esta semifinal fueron reveladas el 18 de enero de 2021, y el evento tuvo lugar el 23 de enero de 2021.
| Duelo   | Sorteo | Artista             | Canción         | Resultado           |
| ------- | ------ | ------------------- | --------------- | ------------------- |
| Duelo 1 | 1      | Ketil Stokkan       | "My life is OK" | Segunda Posibilidad |
| Duelo 1 | 2      | Daniel Owen         | "Psycho"        | Duelo de oro        |
| Duelo 2 | 1      | Raylee              | "Hero"          | Duelo de oro        |
| Duelo 2 | 2      | Maria Solheim       | "Nordlyset"     | Segunda Posibilidad |
| Promo   | –      | Stavangerkameratene | "Barndomsgater" | Pre-Calificado      |

| Sorteo | Artista     | Canción  | Resultado           |
| ------ | ----------- | -------- | ------------------- |
| 1      | Daniel Owen | "Psycho" | Segunda Posibilidad |
| 2      | Raylee      | "Hero"   | Final               |

### Semifinal 3
Las canciones de esta semifinal fueron reveladas el 25 de enero de 2021, y el evento tuvo lugar el 30 de enero de 2021.
| Duelo   | Sorteo | Artista           | Canción        | Resultado           |
| ------- | ------ | ----------------- | -------------- | ------------------- |
| Duelo 1 | 1      | Dinaye            | "Own Yourself" | Segunda Posibilidad |
| Duelo 1 | 2      | Big Daddy Karsten | "Smile"        | Duelo de oro        |
| Duelo 2 | 1      | Emmy              | "Witch Woods"  | Duelo de oro        |
| Duelo 2 | 2      | Ole Hartz         | "Vi er Norge"  | Segunda Posibilidad |
| Promo   | –      | Kaja Rode         | "Feel Again"   | Pre-Calificado      |

| Sorteo | Artista           | Canción       | Resultado           |
| ------ | ----------------- | ------------- | ------------------- |
| 1      | Big Daddy Karsten | "Smile"       | Segunda Posibilidad |
| 2      | Emmy              | "Witch Woods" | Final               |

### Semifinal 4
Las canciones de esta semifinal fueron reveladas el 1 de febrero de 2021, y el evento tuvo lugar el 6 de febrero de 2021.
| Duelo   | Sorteo | Artista                       | Canción           | Resultado           |
| ------- | ------ | ----------------------------- | ----------------- | ------------------- |
| Duelo 1 | 1      | Marianne Pentha & Mikkel Gaup | "Pages"           | Duelo de oro        |
| Duelo 1 | 2      | Landeveiens Helter            | "Alt det der"     | Segunda Posibilidad |
| Duelo 2 | 1      | Kiim                          | "My Lonely Voice" | Duelo de oro        |
| Duelo 2 | 2      | Royane                        | "Circus"          | Segunda Posibilidad |
| Promo   | –      | Atle Pettersen                | "World on Fire"   | Pre-Calificado      |

| Sorteo | Artista                       | Canción           | Resultado           |
| ------ | ----------------------------- | ----------------- | ------------------- |
| 1      | Marianne Pentha & Mikkel Gaup | "Pages"           | Segunda Posibilidad |
| 2      | Kiim                          | "My Lonely Voice" | Final               |

### Semifinal 5
Las canciones fueron reveladas el 8 de febrero de 2021, y el evento tuvo lugar el 13 de febrero de 2021.
| Duelo   | Sorteo | Artista          | Canción                | Resultado           |
| ------- | ------ | ---------------- | ---------------------- | ------------------- |
| Duelo 1 | 1      | TuVeia           | "Bli med meg på gar'n" | Segunda Posibilidad |
| Duelo 1 | 2      | River            | "Coming Home"          | Duelo de oro        |
| Duelo 2 | 1      | Ane.Fin          | "Walking in My Sleep"  | Segunda Posibilidad |
| Duelo 2 | 2      | Imerika          | "I can't escape"       | Duelo de oro        |
| Promo   | –      | Rienda Alexander | "Eyes Wide Open"       | Pre-Cualificado     |

| Sorteo | Artista | Canción          | Resultado           |
| ------ | ------- | ---------------- | ------------------- |
| 1      | River   | "Coming Home"    | Segunda Posibilidad |
| 2      | Imerika | "I can't escape" | Final               |

## Segunda Posibilidad
El repechaje tuvo lugar el 15 de febrero de 2021 e incluyó a los no clasificados de las cinco semifinales.
| Sorteo | Artista                       | Canción                | Resultado |
| ------ | ----------------------------- | ---------------------- | --------- |
| 1      | Beady Belle                   | "Playing with FIre"    | Eliminado |
| 2      | Jorn                          | "Fate Bloody Faith"    | Final     |
| 3      | Stina Talling                 | "Elevate"              | Eliminado |
| 4      | Ketil Stokkan                 | "My life is OK"        | Eliminado |
| 5      | Maria Solheim                 | "Nordlyset"            | Eliminado |
| 6      | Daniel Owen                   | "Psycho"               | Eliminado |
| 7      | Dinaye                        | "Own Yourself"         | Eliminado |
| 8      | Ole Hartz                     | "Vi er Norge"          | Eliminado |
| 9      | Big Daddy Karsten             | "Smile"                | Eliminado |
| 10     | Landeveiens Helter            | "Alt det der"          | Eliminado |
| 11     | Royane                        | "Circus"               | Eliminado |
| 12     | Marianne Pentha & Mikkel Gaup | "Pages"                | Eliminado |
| 13     | Ane.Fin                       | "Walking in My Sleep"  | Eliminado |
| 14     | TuVeia                        | "Bli med meg på gar'n" | Eliminado |
| 15     | River                         | "Coming Home"          | Eliminado |

## Final
Doce canciones (cinco clasificadas de semifinales, seis pre-clasificadas y una proveniente del repechaje) compitieron en la gran final llevada a cabo en el H3 Arena, en Fornebu el 20 de febrero de 2021. Algunos de los cantantes (Tix y Stavangerkameratene) decidieron cantar una versión en inglés de su canción, en lugar de la versión noruega que fue presentada en primera instancia.
En la primera ronda, las doce canciones actuaron y fueron sometidas a una votación, que coronó a cuatro superfinalistas, que avanzaron a una segunda ronda de votación. Con esta votación se definió el duelo de oro, protagonizado por las dos canciones más votadas. Una tercera votación entre estas dos definió a Tix con "Fallen Angel" como vencedor de la 59° edición del Melodi Grand Prix.
Luego de la final, los resultados del voto en línea se hicieron públicos, divididos en cinco regiones del país, confirmando la victoria de Tix.
| Sorteo | Artista                 | Canción             | Resultado    |
| ------ | ----------------------- | ------------------- | ------------ |
| 1      | Atle Pettersen          | "World on fire"     | Eliminado    |
| 2      | Raylee                  | "Hero"              | Eliminado    |
| 3      | Stavangerkameratene     | "Who I Am"          | Eliminado    |
| 4      | Kiim                    | "My Lonely Voice"   | Eliminado    |
| 5      | Blåsemafian feat. Hazel | "Let Loose"         | Final de oro |
| 6      | Emmy                    | "Witch Woods"       | Eliminado    |
| 7      | Tix                     | "Fallen Angel"      | Final de oro |
| 8      | Kaja Rode               | "Fell Again"        | Eliminado    |
| 9      | Rein Alexander          | "Eyes Wide Open"    | Eliminado    |
| 10     | Imerika                 | "I can't escape"    | Eliminado    |
| 11     | Keiino                  | "Monument"          | Final de oro |
| 12     | Jorn                    | "Fate Bloody Faith" | Final de oro |

| Sorteo | Artista                 | Canción             | Resultado    |
| ------ | ----------------------- | ------------------- | ------------ |
| 1      | Blåsemafian feat. Hazel | "Let Loose"         | Eliminado    |
| 2      | Tix                     | "Fallen Angel"      | Duelo de oro |
| 3      | Keiino                  | "Monument"          | Duelo de oro |
| 4      | Jorn                    | "Fate Bloody Faith" | Eliminado    |

| Sorteo | Artista | Canción        | Sur    | Sur   | Central | Central | Norte  | Norte | Oeste  | Oeste | Este    | Este  | Total   | Total | Posición |
| Sorteo | Artista | Canción        | Votos  | %     | Votos   | %       | Votos  | %     | Votos  | %     | Votos   | %     | Votos   | %     | Posición |
| ------ | ------- | -------------- | ------ | ----- | ------- | ------- | ------ | ----- | ------ | ----- | ------- | ----- | ------- | ----- | -------- |
| 1      | Keiino  | "Monument"     | 27,666 | 42.80 | 38,850  | 45.29   | 42,437 | 60.16 | 58,942 | 41.56 | 113,148 | 37.94 | 281,043 | 42.51 | 2        |
| 2      | Tix     | "Fallen Angel" | 36,996 | 57.20 | 46,937  | 54.71   | 28,105 | 39.84 | 82,891 | 58.44 | 185,104 | 62.06 | 380,033 | 57.49 | 1        |

## Incidentes
Después de la segunda semifinal, la NRK reveló que hubo dificultades técnicas en los primeros dos eventos, que generaron el rechazo de votos en línea realizados con versiones antiguas de algunos sistemas operativos. NRK declaró que los resultados de las semifinales no fueron alterados por esta falla que fue corregida para los eventos siguientes.

## Audiencias
El Melodifestivalen se emitió en directo en NRK1 y para todo el mundo en NRK TV. La preselección de Noruega para Eurovisión fue líder destacada en la televisión noruega en todas las galas.
A continuación se muestra una tabla con los datos obtenidos en la emisión en directo de las galas en NRK1:
| Gala        | Fecha de Emisión | Audiencia         |
| ----------- | ---------------- | ----------------- |
| Semifinal 1 | 16/01/2021       | 786.000 (46%)     |
| Semifinal 2 | 23/01/2021       | 717.000 (48%)     |
| Semifinal 3 | 30/01/2021       | 668.000 (47,4%)   |
| Semifinal 4 | 06/02/2021       | 758.000 (52,2%)   |
| Semifinal 5 | 13/02/2021       | 689.000 (48,2%)   |
| Sitesjansen | 15/02/2021       | 353.000 (31,2%)   |
| Final       | 20/02/2021       | 1.110.000 (67,1%) |